# ЦКТБ велостроения
ЦКТБ велостроения — центральное конструкторское техническое бюро велостроения, единственное в СССР специализированное конструкторское бюро по разработке велосипедной техники.

## Общие сведения
Центральное конструкторское техническое бюро велостроения было создано в 1954 году при Харьковском велосипедном заводе. Это была отдельная организация, которая не являлась структурой конструкторского бюро велозавода.
Целью создания такого мощного специализированного учреждения была разработка новых моделей велосипедов, в частности, спортивной, чемпионской велотехники.
В ЦКТБ велостроения разрабатывали и изготавливали рабочие образцы спортивных велосипедов «Старт-Шоссе», «Чемпион-Шоссе», «Тахион».
В конструкции велосипедов чемпионского класса «Чемпион-Шоссе», «Тахион» применялись трубы итальянского и японского производства, система переключения передач Campagnolo и другие элементы ведущих зарубежных фирм.
Большинство велозаводов СССР выпускало свою продукцию по документации Харьковского ЦКТБ велостроения.
В середине 1960-х годов в ЦКТБ велостроения были разработаны и впоследствии изготовлены колёса для самоходного лунного аппарата «Луноход».
В середине 1970-х годов в ЦКТБ велостроения были разработаны и изготовлены велосипеды для цирковых артистов из программы «Медведи на велосипеде» и другие модели для выступления на арене.